# The Virginity Hit
The Virginity Hit (Brasil: As Aventuras de um Virgem / Portugal: Ainda Virgem?) é um filme de comédia found footage estadunidense de 2010 dirigido por Huck Botko e Andrew Gurland, produzido por Adam McKay e Will Ferrell, e estrelado por Matt Bennett, Zack Pearlman, Jacob Davich, Justin Kline e Nicole Weaver. O filme em si é uma série de vídeos sobre a tentativa de um adolescente de perder a virgindade, sendo gravados de celulares para câmeras de vídeo. A maioria do elenco usou seus próprios nomes para seus personagens.

## Sinopse
Quatro amigos adolescentes do sexo masculino em Nova Orleans, Louisiana: Matt, Zack, Jacob e Justin, compram um cachimbo e concordam em usá-lo apenas para comemorar quando um dos quatro fizer sexo pela primeira vez. Os meninos estão começando a perder a virgindade e Matt é o último. Matt é o irmão adotivo de Zack depois que a mãe de Matt morreu de câncer quando ele tinha 9 anos. O pai de Matt tinha problemas com drogas e só desempenha um papel menor em sua vida. Matt está com sua namorada Nicole há quase dois anos e os dois decidem perder a virgindade juntos no segundo aniversário. Zack decide filmar todo o processo para fazer seu próprio documentário.
Enquanto Matt se prepara para a grande noite, ele descobre que Nicole o traiu com um membro da fraternidade da faculdade, Harry. Zack vai procurar Harry para confirmar se é verdade, mas ele se recusa a responder. Matt e os rapazes presumem que ela de fato fez sexo com Harry e o plano para a grande noite é logo alterado. Zack decide que a melhor coisa para Matt ainda é fazer sexo com Nicole, mas terminar com ela imediatamente. Ele acha que isso seria ótimo para o documentário que está fazendo. Matt e seus amigos marcam um encontro para Matt em um hotel, mas quando Nicole percebe que eles estão sendo filmados e gravados do quarto ao lado, ela fica com raiva de Matt e admite que não foi muito longe sexualmente com Harry. Ela afirma que ele só chupou seus seios. O pai de Nicole então vem e leva Nicole para longe de Matt e então empurra Matt para um arbusto depois que ele termina com ela. Todo o segmento na data da falha logo se torna popular pelo YouTube. Uma jovem, Becca, vê o vídeo e afirma que se sente mal por Matt. Ela deixa uma resposta em vídeo, informando que ela é experiente e que adoraria ser a primeira. O primeiro requisito de Becca para o encontro é que Matt compre um terno muito caro. Matt é então lembrado por Zack que sua mãe deixou-lhe uma grande quantia em dinheiro e convence Matt a retirá-la para o processo. Matt então descobre que seu pai retirou o dinheiro quando ele era mais jovem e os fundos não estão disponíveis. Irritado com isso, Matt decide confrontar seu pai sobre isso. Depois de fazer isso, ele descobre que seu pai não tem desejo de retribuí-lo e afirma que o dinheiro foi usado em drogas. Os meninos e Krysta, Zack e Matt adotaram outro irmão adotivo, embebedaram-se e acamparam. Durante esse tempo, Krysta tenta, sem sucesso, fazer sexo com Matt. Quando os meninos voltam para casa, eles bolam uma conspiração para roubar o terno, o que é bem-sucedido.
Matt finalmente conhece Becca e ela diz a ele que tem um filho. Eles então planejam o encontro e, quando ela está saindo, entrega a Matt um bilhete que o informa que ele precisa ser barbeado em todas as partes do corpo, incluindo a região púbica. Se preparando para o encontro, Zack acaba raspando a região púbica de Matt para ele. Quando Matt chega na residência de Becca, ele é informado por Becca que as câmeras não podem ficar e filmar, e que ele deve praticar sexo em uma boneca inflável, que também tem um pênis inflável. Instruído por Becca, Matt usa o pênis da boneca no lugar da vagina. Becca então sai por quase 3 horas antes de Matt partir. O filme então mostra Becca em um videoblog admitindo que seu nome não é Becca e que ela é na verdade uma estudante de pós-graduação estudando o comportamento masculino e observa que ele esperou o dobro do tempo que qualquer outro homem esperava no passado. Ela também admite que seu filho não era dela, mas alguém que ela usou para seus estudos. O vídeo dele com a boneca inflável se torna um grande sucesso no YouTube e acaba deixando Matt envergonhado e constrangido, levando-o a ficar em seu quarto por duas semanas.
Em um esforço para tirar Matt de seu pavor, os meninos bolam um plano para Matt fazer sexo com sua estrela pornô favorita, Sunny Leone. Eles a contatam e ela concorda, desde que os fundos sejam pagos. Os meninos e outros arrecadam os fundos e então bolam um plano de que Jacob entrará no serviço militar para poder tirar Matt de casa. Eles vão a um clube de strip e encontram Sunny e depois vão para o ônibus dela para que Matt possa fazer sexo com ela. No ônibus, Sunny avisa Matt que mudou de ideia e diz que ele deve encontrar alguém com quem adore fazer sexo. Ele então pede para ficar cinco minutos sozinho com ela, o que é concedido. Depois de alguns minutos, Matt sai de seu quarto e Sunny pode ser vista colocando sua camisa de volta. Ele chupou seus seios para equilibrar o que Nicole fez com ele. Ele então encontra Nicole em uma festa, explica o que ele fez e os dois fazem sexo. Os meninos usam o cachimbo para comemorar a perda da virgindade de Matt.

## Elenco
- Matt Bennett como Matt
- Zack Pearlman como Zack
- Jacob Davich como Jacob
- Justin Kline como Justin
- Krysta Rodriguez como Krysta
- Nicole Weaver como Nicole
- Harry Zittel como Harry
- Tina Parker como Tina
- Sunny Leone como Sunny

## Produção
As filmagens aconteceram em New Orleans, Louisiana, durante o verão de 2009. Muitas das filmagens foram filmadas pelo próprio elenco, por um período de meses. O ator principal Matt Bennett afirmou que "20 por cento" do filme foi roteirizado e o elenco teve liberdade para criar as cenas.

## Marketing
O filme foi anunciado e posteriormente exibido na Comic-Con, durante a apresentação de McKay e Ferrell para o filme The Other Guys (dirigido por McKay e estrelado por Ferrell). 
Para ajudar na divulgação do filme, foram lançados outdoors com uma linha de ajuda para pessoas que ainda são virgens.  Políticos locais em Louisiana, Miami, San Diego e Arizona exigiram a remoção dos outdoors.
Um trailer foi anexado a The Last Exorcism, um filme escrito por Botko e Gurland.

## Recepção
O filme recebeu críticas amplamente negativas dos críticos de cinema. No Rotten Tomatoes, o filme tem um índice de aprovação de 29% com base nas avaliações de 49 críticos. No Metacritic, o filme teve uma pontuação de 40 em 100 com base nas avaliações de 17 críticos.